# Públio Ducênio Vero
Públio Ducênio Vero (em latim: Publius Ducenius Verus) foi um senador romano nomeado cônsul sufecto para o nundínio de maio a agosto de 95 com Aulo Búcio Lápio Máximo. Ainda vivia em 102, durante o reinado de Trajano, quando aparece como membro do Colégio de Pontífices. É possível que Públio Ducênio Verres, cônsul sufecto em 124, tenha sido seu filho.